# Ryan Idol
Ryan Idol, pseudonimo di Mark Anthony Donais (Worcester, 10 agosto 1964), è un ex attore pornografico e attore teatrale statunitense, apparso in molti film pornografici gay  negli anni novanta.

## Biografia
Nasce nel Massachusetts con origini francesi, irlandesi e native americane. Non ha mai conosciuto suo padre e sua madre lo trascurò per tutta l'infanzia e adolescenza. Nel 1987 si arruola nella Marina degli Stati Uniti e viene posto di stanza alle Hawaii. Dopo soli undici mesi di servizio viene però sottoposto alla corte marziale e condannato per aggressioni e percosse nei confronti di un ufficiale. Congedato con disonore, inizia a lavorare come operaio edile. Si trasferisce a Los Angeles con l'intenzione di iniziare una carriera da gigolò. Nel 1989 esordisce apparendo sulla copertina della rivista Playgirl come "Uomo del mese" con il suo vero nome. Questa apparizione lo lancia verso una fulminea carriera come modello. Conosce il produttore Matt Sterling che lo introduce nell'industria della pornografia omosessuale in cambio di favori sessuali. Diviene ben presto un divo del settore, apparendo in molti film, tra i suoi più famosi figurano Idol Country, Score 10 e Idol Eyes, quest'ultimo al fianco di Joey Stefano. Per garantire prestazioni di qualità e una forma fisica sempre impeccabile era solito ricorrere all'uso di steroidi e vari medicinali. Parallelamente alla carriera di pornodivo, Idol, continuava a lavorare anche come escort, sia per uomini che per donne, arrivando a guadagnare 1.500 dollari per quattro ore di prestazione. Al culmine della sua carriera, ha affermato di guadagnare 50.000 dollari a film, e di aver fatto decine di migliaia di dollari in più come spogliarellista nei club gay in giro per gli Stati Uniti. Conclude la sua carriera nel 1996 con il film Idol In The Sky, ma alcuni film realizzati in quel periodo vengono rilasciati negli anni successivi.
Nel marzo del 1998, l'attore rimase seriamente ferito dopo una rovinosa caduta dalla finestra del quarto piano dell'appartamento della sua fidanzata di New York, riportando la frattura del bacino e ferite alla testa. Successivamente fu riportato che il pornodivo era ubriaco e sotto l'effetto di droghe. Riguardo la sua sessualità non ha mai rilasciato dichiarazioni ufficiali ma ha sempre negato di essere "completamente" omosessuale anche se in alcune performance sessuali richiese più volte controfigure per le scene più esplicite. Per un breve periodo lavorò come addetto alla manutenzione dei computer per l'azienda di John Katopodis, politico di Birmingham, in Alabama. Nel 2007 Katopodis fu accusato di aver rubato 200 000 dollari da una fondazione di beneficenza per bambini e che avesse elargito parte della somma ad alcuni suoi collaboratori, tra i quali Idol. Fu accusato di avere una relazione con il politico e che gli avesse donato una somma di denaro in cambio di incontri intimi.
Successivamente appare in alcune produzioni teatrali a Broadway.
Il 20 settembre 2011, la Corte Suprema di Sacramento, lo condanna per tentato omicidio in merito ad un evento accaduto due anni prima, quando sotto effetto di varie droghe cercò di uccidere con la tavoletta del water la propria compagna per gelosia. Mentre stava già scontando la prima pena, il 27 settembre 2012, viene nuovamente condannato a 12 anni di reclusione per la truffa con l'associazione benefica, risalente al periodo in cui lavorava per Katopodis, dove avrebbe incassato illecitamente tra i 25 000 e i 30 000 dollari destinati all'aiuto di bambini indigenti. A causa del suo atteggiamento rissoso in carcere e per essere stato trovato in possesso di stupefacenti anche in cella è stato trasferito fino al termine della detenzione nella clinica psichiatrica Californian Medical Facility.

## Filmografia
- Idol Eyes (1990), regia di Matt Sterling
- Love Letters From the Heart (1990), regia di n/d
- Idol Worship (1991), regia di Ric Bradshaw
- Score 10 (1991), regia di Matt Sterling
- Troy Saxon Gallery 2 (1991), regia di n/d
- Bed Head (1991), regia di n/d
- Best of All 2 (1992), regia di n/d
- Letters From The Heart (1992), regia di n/d
- Trade-Off (1992), regia di Jerry Douglas
- Idol Thoughts (1993), regia di Chi Chi LaRue
- Criminal Cocks (1993), regia di n/d
- Idol Country (1994), regia di n/d
- Advanced Male Masturbation Techniques (1996), regia di n/d
- Idol in the Sky (1996), regia di Chi Chi LaRue
- Road Home (1996), regia di Steven Scarborough
- Lovers Only (1997), regia di n/d
- Manhole Crews (1997), regia di n/d
- Perfect Tens (1998), regia di n/d
- Bigger Stronger Harder (1998) regia di n/d

## Riconoscimenti
- GayVN Award 1994 – Miglior attore per Idol Country[13]
- Hall of Fame[13]